# Cymen
Cymen eller isopropyltoluen är ett aromatiskt kolväte. Det finns i naturen endast i para-ställning, p-cymen = 4-isopropyltoluen. Ämnet kan utvinnas ur bergmynta. Det klassificeras som en alkylbensen relaterad till en monoterpen. Dess struktur består av en bensenring parasubstituerad med en metylgrupp och en isopropylgrupp. Cymen är olösligt i vatten, men blandbart med organiska lösningsmedel.

## Framställning
Förutom p-cymen är två mindre vanliga geometriska isomerer o-cymen, där alkylgrupperna är ortopedsubstituerade och m-cymen, där de är metasubstituerade. p-Cymene är den enda naturliga isomeren, som förväntat enligt terpenregeln. Alla tre isomerer bildar gruppen cymener.
Cymen produceras också genom alkylering av toluen med propen.

## Relaterade föreningar
Cymen är en beståndsdel i ett antal eteriska oljor, oftast oljan av kummin och timjan. Betydande mängder bildas i sulfitmassaprocessen från träterpenerna.
p-Cymen är en vanlig ligand för rutenium. Moderföreningen är [(η6-cymen)RuCl2]2. Denna halvsandwichförening framställs genom reaktion av ruteniumtriklorid med terpen α-phellandren. Osmiumkomplexet är också känt.
Hydrogenering ger det mättade derivatet p-mentan.